# Carl Wilhelm Hübner

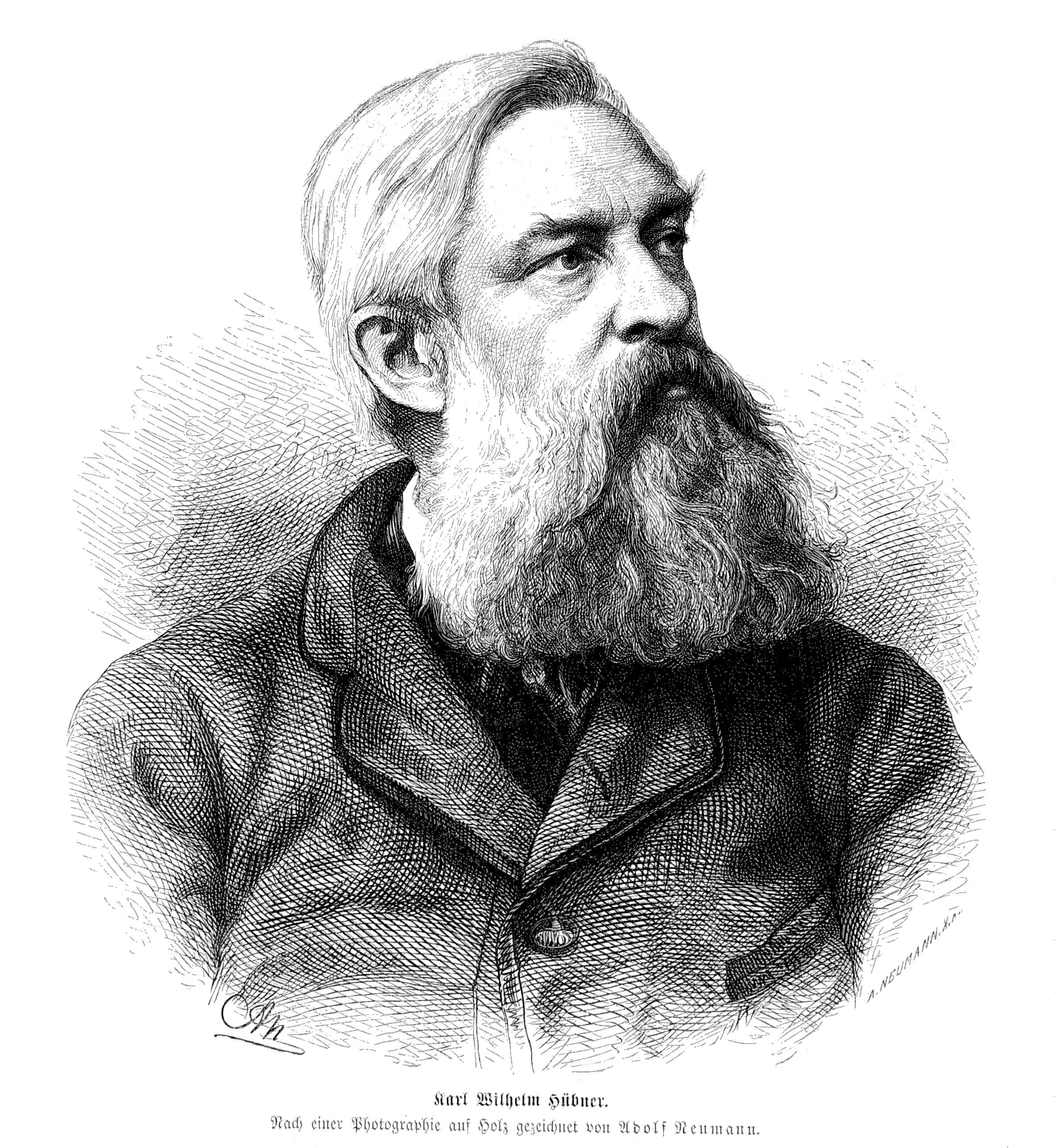
Carl Wilhelm Hübner.

Carl Wilhelm Hübner, född den 17 juni 1814 i Königsberg (nuvarande Kaliningrad), död den 5 december 1879 i Düsseldorf, var en tysk målare. 
Hübner tillhörde målarskola i Düsseldorf sedan 1837. Då de äldre Düsseldorfsmålarna sysselsatte sig huvudsakligen med fantiserade ämnen, följde däremot Hübner den hos den samtida litteraturen rådande lusten att ta upp och behandla sociala frågor, och han har i detta hänseende inte utan skäl blivit ställd vid sidan av skalden Freiligrath. 
Bland Hübners arbeten märks De schlesiska vävarna, Vedtjuven, Utvandrare besöker före avresan sina käras gravar (1846, nationalgalleriet i Kristiania), Utpantning (1847, Königsberg), Jakträtten (1845, Ravenéska galleriet i Berlin), Räddning vid eldsvåda (1853, hans mest betydande målning) och den larmoyanta Synderskan vid kyrkdörren (1867, Berlins nationalgalleri).

### Webbkällor
Den här artikeln är helt eller delvis baserad på material från Nordisk familjebok, Hübner, Karl Wilhelm, 1904–1926.